# Golf Barrière de Saint-Julien
De Golf Barrière de Saint-Julien is een golfcomplex in Pont-l’Évêque in Calvados, dat bestaat uit de "Le Vallon"-baan met 18 holes en de "Le Bocage"-baan met 9 holes. Het golfcomplex behoort sinds 2001 bij de Groupe Louis Barrière net als de Golf Barrière de Deauville die op 15 kilometer afstand ligt.
De banen liggen in 90 hectare parklandschap. Le Vallon is de grote baan waarop nationale toernooien worden gespeeld. Hier wordt in 2011 de eerste Deauville Pro-Am georganiseerd van de PGA Benelux. De par van deze baan is 72. Le Bocage is een kleinere baan (geen par-5) met een par van 33.